# Classification IRAC des insecticides
La classification IRAC des insecticides est un système de classification des substances actives insecticides (ou acaricides) établie par l'Insecticide Resistance Action Committee (IRAC). Cette classification compte 27 groupes en fonction du mode d'action des substances actives (26 groupes numérotés de 1 à 28, plus un groupe non déterminé).

## Principes de la classification
L'IRAC classe les insecticides en groupes ayant un mode d'action commun, puis en sous-groupes chimiques à l'intérieur de ces groupes. l'ensemble comprend une cinquantaine de classes chimiques d'insecticides.
Le mode d'action est considéré comme la propriété la plus fondamentale d'un insecticide, davantage que la structure chimique elle-même, car des composés de structures chimiques très différentes peuvent se lier au même site cible et avoir exactement le même mode d'action.
L'objectif poursuivi est de fournir un outil permettant aux utilisateurs de varier les traitements avec des substances de groupes différents, de façon à prévenir ou retarder le développement de phénomènes de résistance chez les insectes et les acariens nuisibles.
Les groupes peuvent être regroupés en quatre catégories, qui permettent une meilleure compréhension globale du classement.
Les quatre catégories sont les suivantes : 
- toxines neuromusculaires qui attaquent le système nerveux ou les muscles ;
- régulateurs de croissance des insectes (IGR), qui affectent la croissance et le développement ;
- poisons respiratoires, également appelés poisons métaboliques, qui affectent le métabolisme de l'énergie ;
- perturbateurs de l'intestin, qui détruisent l'intégrité de la muqueuse intestinale.
- perturbations au niveau de l'ADN polymérases, ce qui induit à la malformation de testicules.

Deux autres groupes rassemblent :
- des composés considérés comme des inhibiteurs multi-sites non spécifiques, qui interagissent avec une ou plusieurs cibles spécifiques ;
- des composés dont on considère qu'ils ont une action spécifique, mais dont les cibles sont actuellement inconnues.

## Système de classification IRAC
Les substances active d'insecticides sont classées dans les groupes suivants, selon leur mode d'action :
- 1-5, 9, 14, 19, 22 : système nerveux ;
- 6, 28 : système nerveux et contraction musculaire ;
- 7, 11, 15-18 : régulation de la croissance ;
- 12-13, 20-21, 24-25 : métabolisme de l'énergie ;
- 23 : synthèse des acides gras et régulation de la croissance.

Tous les produits chimiques toxiques classés GHS06, T ou T+ sont indiqués en gras.
| Groupes | Modes d'action                                                                                                 | Familles chimiques | Substances actives (* = interdit par la Convention de Stockholm) | Exemples de produits commerciaux |
| ------- | --- | --- | --- | --- |
| 1A      | Inhibiteurs de l'acétylcholinestérase (Inhibiteurs-AChE)                                                       | Carbamates | Alanycarbe, Aldicarbe, Aminocarbe, Bendiocarbe, Benfuracarbe, Butocarboxime, Butoxycarboxime, Carbaryl, Carbofuran, Carbosulfan, Ethiofencarbe, Fénobucarbe (BPMC), Formétanate, Furathiocarb, Isoprocarbe, Méthiocarbe, Méthomyl, Métolcarbe, Oxamyle, Pirimicarbe, Propoxur, Thiodicarbe, Thiofanox, Triazamate, Triméthacarbe, XMC, Xylylcarbe | Temik (Aldicarbe), Metacil (Aminocarbe), Ficam, Garvox, Multamat, Turcam (Bendiocarbe), Drawin 755 (Butocarboxime), Dicarbe, Sevin (Carbaryl), Carbosip, Furadan (Carbofuran), Marshak (Carbosulfan), Baycarbe (Fénobucarbe), Carzol, Dicarzol (Formétanate), Mesurol (Méthiocarbe), Lannat, Nudrin (Méthomyle), Vydate (Oxamyle), Pirimor (Pirimicarbe), Aprocarbe, Baygon (Propoxur), Aztec (Triazamate) |
| 1B      | Inhibiteurs de l'acétylcholinestérase (Inhibiteurs-AChE)                                                       | Composés organophosphorés | Acéphate, Azaméthiphos, Azinphoséthyl, Azinphos-méthyl, Bromophos, Cadusafos, Chinalphos, Chloréthoxyphos, Chlorfenvinphos, Chlorméphos, Chlorpyrifos, Coumaphos, Cyanophos, Demeton-S, déméton-S-méthyl, Diazinon, Dichlorvos, Dicrotophos, Diméthoate, Diméthylvinphos, Dioxathion, Disulfoton, EPN, Ethion, Éthoprophos, Famphur, Fenamiphos, Fénitrothion, Fenthion, Fonofos, Fosméthilan, Formothion, Fosthiazate, Heptenophos, Imicyafos, Isofenphos, Isoxathion, Malathion, Mecarbam, Méthamidophos, Méthidathion, Mevinphos, Monocrotophos, Naled, Ométhoate, Oxydéméton-méthyle, Parathion, Parathion-méthyle, Phenthoate, Phorate, Phosalon, Phosmet, Phosphamidon, Phoxime, Pirimiphos-méthyl, Profénophos, Propétamphos, Prothiofos, Pyraclofos, Pyridaphenthion, Sulfotep, Tebupirimfos, Téméphos, Terbufos, Tétrachlorvinphos, Thiométon, Triazophos, Trichlorphos, Trichlorfon, Vamidothion | E605, Folidol (Parathion), Gusathion (Azinphos-méthyl), Fortress (Chloréthoxyphos), SmartChoice (avec Bifenthrin); Birlane (Chlorfenvinphos), Dursban, Lorsban, Reldan (Chlorpyrifos), Asuntol, Perizin (Coumaphos), Basudin, Dimpylat, Oleo-(Diazinon), Dedevap, Mafu, Nogos, Vapona, Atgard, Fekama (Dichlorvos), Bi 58, Rogor, Perfekthion, Lizetan (Diméthoate), Systox (déméton-S), Metasystox (Demeton-S-méthyl), Delnav (Dioxathion), Disyston (Disulfoton), Mocap (Ethoprophos), Nemacur (Fenamiphos), Baytex, Entex, Lebaycid (Fenthion), Dyfonate (Fonofos), Anthio, Aflix (Formothion), Nemathorin (Fosthiazate), Cythion (Malathion), Azodrin (Monocrotophos), Dibrom (Naled), Folimat (Ométhoate), Elsan (Phenthoate), Thimet, Agrimet (Phorate), Rubitox (Phosalon), Dimecron (Phosphamidon), Imidan (Phosmet), Baythion (Phoxim), Bladafum (Sulfotepp), Abate (Téméphos), Counter (Terbufos), Rabon, Stirofos (Tétrachlorvinphos), Dipterex, Dylox, Neguvon (Trichlorfon) |
| 2A      | Antagonistes du canal ionique chlorure du GABA                                                                 | Cyclodiènes / Hydrocarbures chlorés                                                                                          | Chlordane* | |
| 2A      | Antagonistes du canal ionique chlorure du GABA                                                                 | Cyclodiènes / Hydrocarbures chlorés                                                                                          | Endosulfan* | Thiodane, Thionex |
| 2B      | Antagonistes du canal ionique chlorure du GABA                                                                 | Phénylpyrazoles (Fiproles)                                                                                                   | Éthiprole | |
| 2B      | Antagonistes du canal ionique chlorure du GABA                                                                 | Phénylpyrazoles (Fiproles)                                                                                                   | Fipronil | Régent TS, Termidor |
| 3A      | Perturbateurs du canal sodium                                                                                  | Pyréthrinoïdes Pyréthrines                                                                                                   | Acrinathrine, Alléthrine, Bifenthrine, Bioalléthrine, Bioresméthrine, Cycloprothrine, Cyfluthrine, Cyhalothrine, Cyperméthrine, Cyphenothrin, Deltaméthrine, Empenthrine, Esfenvalérate, Étofenprox, Fenpropathrine, Fenvalérate, Flucythrinate, Fluméthrine, Fluvalinate, Halfenprox, Imiprothrine, Kadéthrine, Métofluthrine, Perméthrine, Phénothrine, Pralléthrine (ETOC), Pyréthrine, Resméthrine, Silafluofène, Téfluthrine, Tétramethrine (Phthalthrine), Traléméthrine, Transfluthrine | Baythroid, Contur, Responsar, Solfac (Cyfluthrine), Grenade, Karate Zeon (Cyhalothrin), Cymbush, Fastac (Cyperméthrine), Decis (Deltaméthrine), Asana, Sumialpha (Esfenvalérate), Trebon (Etofenprox), Sumicidin (Fenvalerat), Danitol (Fenpropathrine), Cybolt (Flucythrinate), Mavrik (Fluvalinate), Cyprene, Sirbon (Halfenprox), Ambush (Perméthrine), Néopynamin (Tétraméthrine) |
| 3B      | Perturbateurs du canal sodium                                                                                  | DDT et Méthoxychlore | Dichlorodiphényltrichloroéthane* (DDT), Méthoxychlore | Gesarol |
| 4A      | Antagonistes des récepteurs nicotiniques de l'acétylcholine                                                    | Néonicotinoïdes | Acétamipride | Mospilan |
| 4A      | Antagonistes des récepteurs nicotiniques de l'acétylcholine                                                    | Néonicotinoïdes | Clothianidine | Poncho |
| 4A      | Antagonistes des récepteurs nicotiniques de l'acétylcholine                                                    | Néonicotinoïdes | Dinotéfurane | |
| 4A      | Antagonistes des récepteurs nicotiniques de l'acétylcholine                                                    | Néonicotinoïdes | Imidaclopride | Confidor, Gaucho |
| 4A      | Antagonistes des récepteurs nicotiniques de l'acétylcholine                                                    | Néonicotinoïdes | Nitenpyrame | Capstar |
| 4A      | Antagonistes des récepteurs nicotiniques de l'acétylcholine                                                    | Néonicotinoïdes | Thiaclopride | Calypso, Biscaya |
| 4A      | Antagonistes des récepteurs nicotiniques de l'acétylcholine                                                    | Néonicotinoïdes | Thiaméthoxame | Cruiser |
| 4B      | Antagonistes des récepteurs nicotiniques de l'acétylcholine                                                    | Nicotine | Nicotine | Black Leaf 40/155 |
| 4C      | Antagonistes des récepteurs nicotiniques de l'acétylcholine                                                    | Sulfoxaflor | Sulfoxaflor | Closer, Transform |
| 4D      | Antagonistes des récepteurs nicotiniques de l'acétylcholine                                                    | Buténolide | Flupyradifuron | Sivanto |
| 5       | Activateurs des récepteurs nicotiniques de l'acétylcholine (activateurs nAChR)                                 | Spinosynes | Spinétoram | Delegate, Radiant |
| 5       | Activateurs des récepteurs nicotiniques de l'acétylcholine (activateurs nAChR)                                 | Spinosynes | Spinosad | SpinTor, Entrust, Success, Conserve |
| 6       | Activateurs des canaux chlorure glutamate-dépendants (activateurs GluCl)                                       | Avermectines | Abamectine, Emamectine, Lépimectine | Vertimec |
| 6       | Activateurs des canaux chlorure glutamate-dépendants (activateurs GluCl)                                       | Milbémycines | Milbémectine | |
| 7A      | Inhibiteurs de l'hormone juvénile                                                                              | Analogues d'hormones juvéniles                                                                                               | Hydroprène, Kinoprène, Méthoprène | Enstar (Kinoprène), Apex (Méthoprène) |
| 7B      | Inhibiteurs de l'hormone juvénile                                                                              | Fénoxycarbe | Fénoxycarbe | Insegar |
| 7C      | Inhibiteurs de l'hormone juvénile                                                                              | Pyriproxyfène | Pyriproxifène | Nylar, Distance |
| 8A      | Inhibiteurs multi-sites                                                                                        | Hydrocarbures halogénés | Bromométhane, etc. | |
| 8B      | Inhibiteurs multi-sites                                                                                        | Chloropicrine | Chloropicrine | Dorochlor |
| 8C      | Inhibiteurs multi-sites                                                                                        | Fluorure de sulfuryle | Fluorure de sulfuryle | Vikane, Zythor |
| 8D      | Inhibiteurs multi-sites                                                                                        | Borates | Borax | |
| 8E      | Inhibiteurs multi-sites                                                                                        | Tartre émétique | Tartrate d'antimoine et de potassium | |
| 9B      | Inhibiteurs sélectifs des Homoptères                                                                           | Dérivés de la pyridine | Pymétrozine | Plenum |
| 9C      | Inhibiteurs sélectifs des Homoptères                                                                           | Dérivés de la pyridine | Flonicamide | Teppeki |
| 10A     | Inhibiteurs de croissance des acariens                                                                         | Tétrazine, Thiazolidine | Clofentézine (résistance croisée entre Clofentézine et Hexythiazox) | Apollo |
| 10A     | Inhibiteurs de croissance des acariens                                                                         | Tétrazine, Thiazolidine | Hexythiazox | Metacar, Ordoval |
| 10A     | Inhibiteurs de croissance des acariens                                                                         | Tétrazine, Thiazolidine | Diflovidazine | |
| 10A     | Inhibiteurs de croissance des acariens                                                                         | Tétrazine, Thiazolidine | Flubenzimine | Cropotex |
| 10B     | Inhibiteurs de croissance des acariens                                                                         | Etoxazol | Etoxazol | Borneo, Swing |
| 11A     | Perturbateurs microbiens des membranes de l'intestin moyen des insectes                                        | Bacillus (bactéries du genre Bacillus et les protéines insecticides qu'elles produisent)                                     | Bacillus thuringiensis (Bt) subsp. israelensis, aizawai, kurstaki, tenebrionis | XenTari (aizawai), Dipel (kurstaki), Novodor (tenebrionis) |
| 11A     | Perturbateurs microbiens des membranes de l'intestin moyen des insectes                                        | Bacillus (bactéries du genre Bacillus et les protéines insecticides qu'elles produisent)                                     | Bacillus amyloliquefaciens (syn. B. subtilis subsp. amyloliquefaciens) | Serenade MAX (Stamm QST 713), Taegro (Stamm FZB 24) |
| 11B     | Perturbateurs microbiens des membranes de l'intestin moyen des insectes                                        | Bacillus (bactéries du genre Bacillus et les protéines insecticides qu'elles produisent)                                     | Bacillus sphaericus | |
| 12A     | Inhibiteurs de l'ATP-Synthase                                                                                  | Précurseurs de la carbodiimide                                                                                               | Diafenthiurone | Pegasus, Polo |
| 12B     | Inhibiteurs de l'ATP-Synthase                                                                                  | Organostanniques | Azocycloétain | |
| 12B     | Inhibiteurs de l'ATP-Synthase                                                                                  | Organostanniques | Cyhexaétain | Dowco 213 |
| 12B     | Inhibiteurs de l'ATP-Synthase                                                                                  | Organostanniques | Oxyde de fenbutatin | Benamon, Torque |
| 12C     | Inhibiteurs de l'ATP-Synthase                                                                                  | Ester de sulfite | Propargite | Omite, Comite |
| 12D     | Acaricides organochlorés                                                                                       | Tétrasul | Tétrasul | Animert |
| 12D     | Acaricides organochlorés                                                                                       | Tétradifon | Tétradifon | Tedion |
| 13      | Découplage de la phosphorylation oxydative                                                                     | | chlorfénapyr | Mythic, Phantom |
| 13      | Découplage de la phosphorylation oxydative                                                                     | 2-Méthyl-4,6-dinitrophénol (DNOC)                                                                                            | Antinonnin | |
| 13      | Découplage de la phosphorylation oxydative                                                                     | Sulfluramide [insecticide fluoré]                                                                                            | Finitron | |
| 14      | Bloqueurs de canal du \|récepteur nicotinique de l'acétylcholine(bloqueurs de canal nAChR)                     | Analogues de la néréistoxine                                                                                                 | Bensultap | Bancol |
| 14      | Bloqueurs de canal du \|récepteur nicotinique de l'acétylcholine(bloqueurs de canal nAChR)                     | Analogues de la néréistoxine                                                                                                 | Cartap | Padan |
| 14      | Bloqueurs de canal du \|récepteur nicotinique de l'acétylcholine(bloqueurs de canal nAChR)                     | Analogues de la néréistoxine                                                                                                 | Thiocyclame | Evisekt |
| 14      | Bloqueurs de canal du \|récepteur nicotinique de l'acétylcholine(bloqueurs de canal nAChR)                     | Analogues de la néréistoxine                                                                                                 | Thiosultap | |
| 15      | Inhibiteurs de la biosynthèse de la chitine (Inhibiteurs de la chitine) type 0                                 | Benzoylurée | Bistrifluron | |
| 15      | Inhibiteurs de la biosynthèse de la chitine (Inhibiteurs de la chitine) type 0                                 | Benzoylurée | Chlorfluazuron | |
| 15      | Inhibiteurs de la biosynthèse de la chitine (Inhibiteurs de la chitine) type 0                                 | Benzoylurée | Diflubenzuron | Dimiline |
| 15      | Inhibiteurs de la biosynthèse de la chitine (Inhibiteurs de la chitine) type 0                                 | Benzoylurée | Flucycloxuron | |
| 15      | Inhibiteurs de la biosynthèse de la chitine (Inhibiteurs de la chitine) type 0                                 | Benzoylurée | Flufenoxuron | Cascade |
| 15      | Inhibiteurs de la biosynthèse de la chitine (Inhibiteurs de la chitine) type 0                                 | Benzoylurée | Hexaflumuron | Consult, Truneno |
| 15      | Inhibiteurs de la biosynthèse de la chitine (Inhibiteurs de la chitine) type 0                                 | Benzoylurée | Lufenuron | Match |
| 15      | Inhibiteurs de la biosynthèse de la chitine (Inhibiteurs de la chitine) type 0                                 | Benzoylurée | Novaluron | |
| 15      | Inhibiteurs de la biosynthèse de la chitine (Inhibiteurs de la chitine) type 0                                 | Benzoylurée | Noviflumuron | |
| 15      | Inhibiteurs de la biosynthèse de la chitine (Inhibiteurs de la chitine) type 0                                 | Benzoylurée | Téflubenzuron | Nomolt |
| 15      | Inhibiteurs de la biosynthèse de la chitine (Inhibiteurs de la chitine) type 0                                 | Benzoylurée | Triflumuron | |
| 16      | Inhibiteurs de la biosynthèse de la chitine (Inhibiteurs de la chitine) type 1                                 | Buprofézine | Buprofézine | Applaud |
| 17      | Perturbateurs de mue (Diptères)                                                                                | Cyromazine | Cyromazine | Larvadex, Neoprex, Trigard, Vetrazin |
| 18      | Antagonistes de l'ecdysone                                                                                     | Diacylhydrazine | Chromafénozide | Matric |
| 18      | Antagonistes de l'ecdysone                                                                                     | Diacylhydrazine | Halofénozide | |
| 18      | Antagonistes de l'ecdysone                                                                                     | Diacylhydrazine | Méthoxyfénozide | Runner |
| 18      | Antagonistes de l'ecdysone                                                                                     | Diacylhydrazine | Tébufénozide | Mimic |
| 19      | Antagonistes des récepteurs de l'octopamine                                                                    | Formamidine | Amitraze | Mitac |
| 19      | Antagonistes des récepteurs de l'octopamine                                                                    | Formamidine | Chlordimeform | Galecron, Fundal |
| 19      | Antagonistes des récepteurs de l'octopamine                                                                    | Formamidine | Formparanate | |
| 19      | Antagonistes des récepteurs de l'octopamine                                                                    | Formamidine | Médiméforme | |
| 19      | Antagonistes des récepteurs de l'octopamine                                                                    | Formamidine | Semiamitraze | |
| 20A     | Complexe III : inhibiteurs de la cytochrome-c-réductase                                                        | Hydraméthylnone | Hydraméthylnone | Amdro, Combat, Faslane, Maxforce |
| 20B     | Complexe III : inhibiteurs de la cytochrome-c-réductase                                                        | Acéquinocyle | Acéquinocyle | Kanemite |
| 20C     | Complexe III : inhibiteurs de la cytochrome-c-réductase                                                        | Fluacrypyrime | Fluacrypyrime | Titaron |
| 21A     | Complexe I : Inhibiteurs de la NADH-déshydrogénase                                                             | Insecticides METI (Mitochondrial Electron Transport Inhibitors, inhibiteurs du transport d'électrons dans les mitochondries) | Fénazaquin | Magister |
| 21A     | Complexe I : Inhibiteurs de la NADH-déshydrogénase                                                             | Insecticides METI (Mitochondrial Electron Transport Inhibitors, inhibiteurs du transport d'électrons dans les mitochondries) | Fenpyroximate | Kiron |
| 21A     | Complexe I : Inhibiteurs de la NADH-déshydrogénase                                                             | Insecticides METI (Mitochondrial Electron Transport Inhibitors, inhibiteurs du transport d'électrons dans les mitochondries) | Pyrimidifène | Masai |
| 21A     | Complexe I : Inhibiteurs de la NADH-déshydrogénase                                                             | Insecticides METI (Mitochondrial Electron Transport Inhibitors, inhibiteurs du transport d'électrons dans les mitochondries) | Pyridabène | Nexter, Sanmite |
| 21A     | Complexe I : Inhibiteurs de la NADH-déshydrogénase                                                             | Insecticides METI (Mitochondrial Electron Transport Inhibitors, inhibiteurs du transport d'électrons dans les mitochondries) | Tébufenpyrade | Oscar |
| 21A     | Complexe I : Inhibiteurs de la NADH-déshydrogénase                                                             | Insecticides METI (Mitochondrial Electron Transport Inhibitors, inhibiteurs du transport d'électrons dans les mitochondries) | Tolfenpyrade | Apta, Torac |
| 21B     | Complexe I : Inhibiteurs de la NADH-déshydrogénase                                                             | Roténone | Roténone | Sicid |
| 22A     | Bloqueurs du canal sodium dépendant de la tension                                                              | Indoxacarbe | Indoxacarbe | Steward, Advion |
| 22B     | Bloqueurs du canal sodium dépendant de la tension                                                              | Métaflumizone | Métaflumizone | Alverde |
| 23      | Inhibiteurs de l'acétyl-CoA carboxylase (inhibiteurs-ACCase) / Inhibiteurs de la biosynthèse des lipides (LBI) | Dérivés des acides tétronique et tétramique                                                                                  | spirodiclofène | Envidor |
| 23      | Inhibiteurs de l'acétyl-CoA carboxylase (inhibiteurs-ACCase) / Inhibiteurs de la biosynthèse des lipides (LBI) | Dérivés des acides tétronique et tétramique                                                                                  | Spiromésifène | Oberon |
| 23      | Inhibiteurs de l'acétyl-CoA carboxylase (inhibiteurs-ACCase) / Inhibiteurs de la biosynthèse des lipides (LBI) | Dérivés des acides tétronique et tétramique                                                                                  | Spirotétramate | Movento |
| 23      | Inhibiteurs de l'acétyl-CoA carboxylase (inhibiteurs-ACCase) / Inhibiteurs de la biosynthèse des lipides (LBI) | Dihalopropène | Pyridalyl | |
| 24A     | Complexe IV : inhibiteurs de la Cytochrom-c-Oxidase                                                            | Phosphine | Monophosphane, Phosphure d'aluminium, Phosphure de calcium, Phosphure de zinc | |
| 24B     | Complexe IV : inhibiteurs de la Cytochrom-c-Oxidase                                                            | Cyanure | Cyanure d'hydrogène | Zyklon B |
| 25      | Complexe II : inhibiteurs de la succinate déshydrogénase                                                       | Dérivés du β-kétonitrile | cyenopyrafène | |
| 25      | Complexe II : inhibiteurs de la succinate déshydrogénase                                                       | Dérivés du β-kétonitrile | Cyflumétofène | |
| 28      | Modulateurs des récepteurs de la ryanodine                                                                     | Diamide anthranilique | Chlorantraniliprole | Rynaxypyr, Altacor, Coragen |
| 28      | Modulateurs des récepteurs de la ryanodine                                                                     | Diamide anthranilique | Cyantraniliprole | Cyazypyr, Exirel, Fortenza |
| 28      | Modulateurs des récepteurs de la ryanodine                                                                     | Diamide anthranilique | Flubendiamide | Belt |
| UN      | Mode d'action incertain ou inconnu                                                                             | | Azadirachtine (huile de neem) | Treeazin |
| UN      | Mode d'action incertain ou inconnu                                                                             | Benzoximate | | |
| UN      | Mode d'action incertain ou inconnu                                                                             | Bromopropylate | Neoron, Acarol, Folbex VA | |
| UN      | Mode d'action incertain ou inconnu                                                                             | Chinométhionate | | |
| UN      | Mode d'action incertain ou inconnu                                                                             | Dicofol | Kelthan | |
| UN      | Mode d'action incertain ou inconnu                                                                             | Pyrifluquinazone | | |
| UN      | Mode d'action incertain ou inconnu                                                                             | Carbazate | Bifénazate | Floramite |
| UN      | Mode d'action incertain ou inconnu                                                                             | Composés arsenicaux | Vert de Paris | |
| UN      | Mode d'action incertain ou inconnu                                                                             | Composés fluorés | Hexafluorosilicate de baryum | |
| UN      | Mode d'action incertain ou inconnu                                                                             | Composés fluorés | Cryolite | |
| UN      | Mode d'action incertain ou inconnu                                                                             | Composés fluorés | Fluorure de sodium | |
| UN      | Mode d'action incertain ou inconnu                                                                             | Composés fluorés | Fluorosilicate de sodium | |